# H.C. Toft
Hans Carl Toft, född 7 januari 1914 i Thisted, död 29 september 2001, var en dansk gårdsägare, motståndsman och politiker för Det Konservative Folkeparti (DKF). Han var folketingsledamot 1957-1975 och Danmarks inrikesminister 1969-1971. Han är far till politikern Hans Toft.
H.C. Toft var son till veterinären och proprietären Laurids Toft (1884–1979) och Anna Johansen (1887–1980). Han tog realexamen i Thisted 1930 och utbildades sedan inom jord- och skogsbruket med examen 1936. 1947-1987 var han ägare av gården Bjørndalgård i Uglev i södra Thy. Hans politiska engagemang började efter realexamen då han gick med i Konservativ Ungdom (KU). Han var bl.a. med om att upprätta nya lokalföreningar för förbundet och tog plats i KU:s förbundsstyrelse. Han var ordförande av KU i Thisted amt 1937-1938. Under andra världskriget var han först frivillig på Finlands sida i finska vinterkriget 1939-1940. Efter hemkomsten engagerade han sig i den danska motståndsrörelsen i hemtrakterna och samlade in information om tysk aktivitet i området. Han ledde och organiserade sabotaget mot Thybanen 1943 och arbetet med att upprätta militära grupperingar i Thy. Vid krigsslutet var han ledare av motståndsrörelsen i Hurup.
Toft kandiderade till Folketinget 1945-1953 i Hurups respektive Otterups valkretsar utan att bli vald. Han blev invald 1957 efter att ha övertagit Vilhelm Fibigers mandat i Thisted valkrets. Han arbetade främst med jordbruksfrågor och var en förespråkare av liberalisering av marklagstiftningen samt att priserna på danska jordbruksvaror skulle ligga i nivå med dem i övriga Västeuropa. Han ingick i styrelsen för den konservativa folketingsgruppen (1963-1969 och 1971-1975) och i partistyrelsen (1964-1975 och 1976-1977). Han var även ledamot i finansutskottet (1968-1969), ledamot i utrikesnämnden, dansk delegat i Nordiska rådet och representant i Danmarks Nationalbank (1968-1969).
Toft utsågs till Poul Sørensens efterträdare som inrikesminister 29 juni 1969 då denne avlidit. Han kom att fortsätta med sin företrädares arbete med att genomföra den danska kommunreformen, som färdigställdes 1970. Denna reform innebar bl.a. ett reducerat antal amt, avskaffandet av köpstad och landskommuner och införandet av kommunal inkomstskatt. Under hans mandatperiod ändrades också vallagen genom att personröstningen fick ökad betydelse och att rösträttsåldern sänktes till 20 år efter en folkomröstning. Också en ändring av värnplikten genomfördes då det blev möjligt att uppfylla den genom att utföra biståndsarbete i u-länderna. Efter regeringens avgång 11 oktober 1971 blev han åter ordinarie folketingsledamot till 1975. Han var dessutom ledamot i kommunalreformkommissionen (1972–1974) och ledamot i DKF: jordbruksutskott (1973-1979). Därefter ägnade han sig mest åt sin gård.

## Utmärkelser
- Riddare av Dannebrogorden,  1967[4]
- Kommendör av Dannebrogorden,  1970[4]

[Redigera Wikidata]